# Titularbistum Cydonia
Das Bistum Cydonia (auch Kydonia, italienisch diocesi di Cidonia, lateinisch Dioecesis Cydoniensis) war ein Titularbistum der römisch-katholischen Kirche.
Der Bischofssitz befand sich im altgriechischen Stadtstaat Kydonia auf der griechischen Insel Kreta, wo sich jetzt Chania befindet. Das Bistum und spätere Titularbistum bestand seit 923 und wurde 1932 von Papst Pius XI. aufgelöst.
| Titularbischöfe von Cydonia |                                                                              |                                                 |                    |                    |
| Nr.                         | Name                                                                         | Amt                                             | von                | bis                |
| 1                           | Agostino Bruti                                                               |                                                 | 20. September 1728 | 28. September 1733 |
| 2                           | Nicolas Navarre                                                              | Weihbischof in Lyon (Frankreich)                | 25. Mai 1735       | 1754               |
| 3                           | Henri Hachette des Portes OCarm                                              | Weihbischof in Reims (Frankreich)               | 21. Juli 1755      | 22. Juni 1772      |
| 4                           | Michal Jerzy Poniatowski                                                     | Koadjutorbischof von Płock (Polen)              | 12. Juli 1773      | 9. August 1773     |
| 5                           | Gaetano Ginanni (Gaetano Giannini)                                           |                                                 | 17. Juli 1775      | 15. Dezember 1777  |
| 6                           | Tomás Díez Bedoya OFMCap                                                     | Weihbischof in Santiago de Compostela (Spanien) | 19. Dezember 1825  | 26. Dezember 1851  |
| 7                           | Joseph La Rocque                                                             | Koadjutorbischof von Montréal (Kanada)          | 6. Juli 1852       | 22. Juni 1860      |
| 8                           | George Butler                                                                | Koadjutorbischof von Limerick (Irland)          | 18. Juni 1861      | 6. Juni 1864       |
| 9                           | José María de Jesús Yerovi Pintado OFM                                       | Koadjutorerzbischof von Quito (Ecuador)         | 25. September 1865 | 2. April 1867      |
| 10                          | Giovanni Battista Bagalà Blasini                                             |                                                 | 12. Mai 1868       | 3. April 1876      |
| 11                          | Francesco Vitagliano                                                         | Koadjutorbischof von Ruvo und Bitonto (Italien) | 26. Juni 1876      | 30. März 1882      |
| 12                          | Symphorien Charles-Jacques Mouard OFMCap (Symphorien Charles-Jacques Monard) | Apostolischer Vikar der Seychellen (Seychellen) | 8. August 1882     | 10. August 1888    |
| 13                          | Angelo Boccamazzi                                                            |                                                 | 23. Juni 1890      | 1896               |
| 14                          | Teofilo Massucci OFM                                                         | emeritierter Bischof von Syros (Griechenland)   | 24. August 1896    | 10. Mai 1900       |
| 15                          | Giuseppe Candido                                                             | emeritierter Bischof von Ischia (Italien)       | 4. Februar 1901    | 4. Juli 1906       |
| 16                          | Wladyslaw Bandurski                                                          | Weihbischof in Lemberg (Ukraine)                | 26. September 1906 | 6. März 1932       |